# Neskončna pot
Neskončna pot je drugi studijski album skupine Hiša. Album je bil posnet leta 1996 v Studiu KIF-KIF in v Studiu Tivoli (»Neskončna pot«), v Ljubljani. Izdan je bil istega leta pri založbi ZKP RTV Slovenija. Posneta je tudi v angleškem jeziku.

## Seznam skladb
Vse pesmi je napisal Andrej Guček, razen, kjer je posebej označeno.
| Št. | Naslov                    | Dolžina |
| --- | ------------------------- | ------- |
| 1.  | „Neskončna pot‟           | 3:44    |
| 2.  | „Rekviem‟                 | 3:43    |
| 3.  | „Kdo si‟                  | 3:11    |
| 4.  | „Oče‟                     | 4:05    |
| 5.  | „Sprehod‟                 | 2:44    |
| 6.  | „Jesen‟                   | 5:01    |
| 7.  | „Niko i ništa‟            | 4:21    |
| 8.  | „Ko čas odšteje dni‟      | 3:42    |
| 9.  | „Za takšen svet‟          | 2:42    |
| 10. | „Lotta Love‟ (Neil Young) | 3:20    |

## Zasedba

### Hiša
- Andrej Guček – solo vokal, zbori, kitare, orglice
- Vili Guček – bas, zbori
- Martin Koncilja – zbori
- Iztok Pepelnjak – zbori, bobni, tolkala

### Dodatni glasbeniki
- Davor Klarič – klaviature
- Bojan Cvetrežnik – viola
- Silva Katavič – violina
- Loris Krasovac – violina
- Klemen Hvala – čelo